# Frank Quitely
Frank Quitely (seudónimo de Vincent Deighan, Glasgow Escocia, 18 de enero de 1968) es un dibujante de cómics, reconocido principalmente por sus frecuentes colaboraciones con Grant Morrison en títulos como New X-Men, We3, All-Star Superman, y Batman and Robin. También trabajo junto a Mark Millar es The Authority y Jupiter's Legacy (historieta).